# 岩屑盤

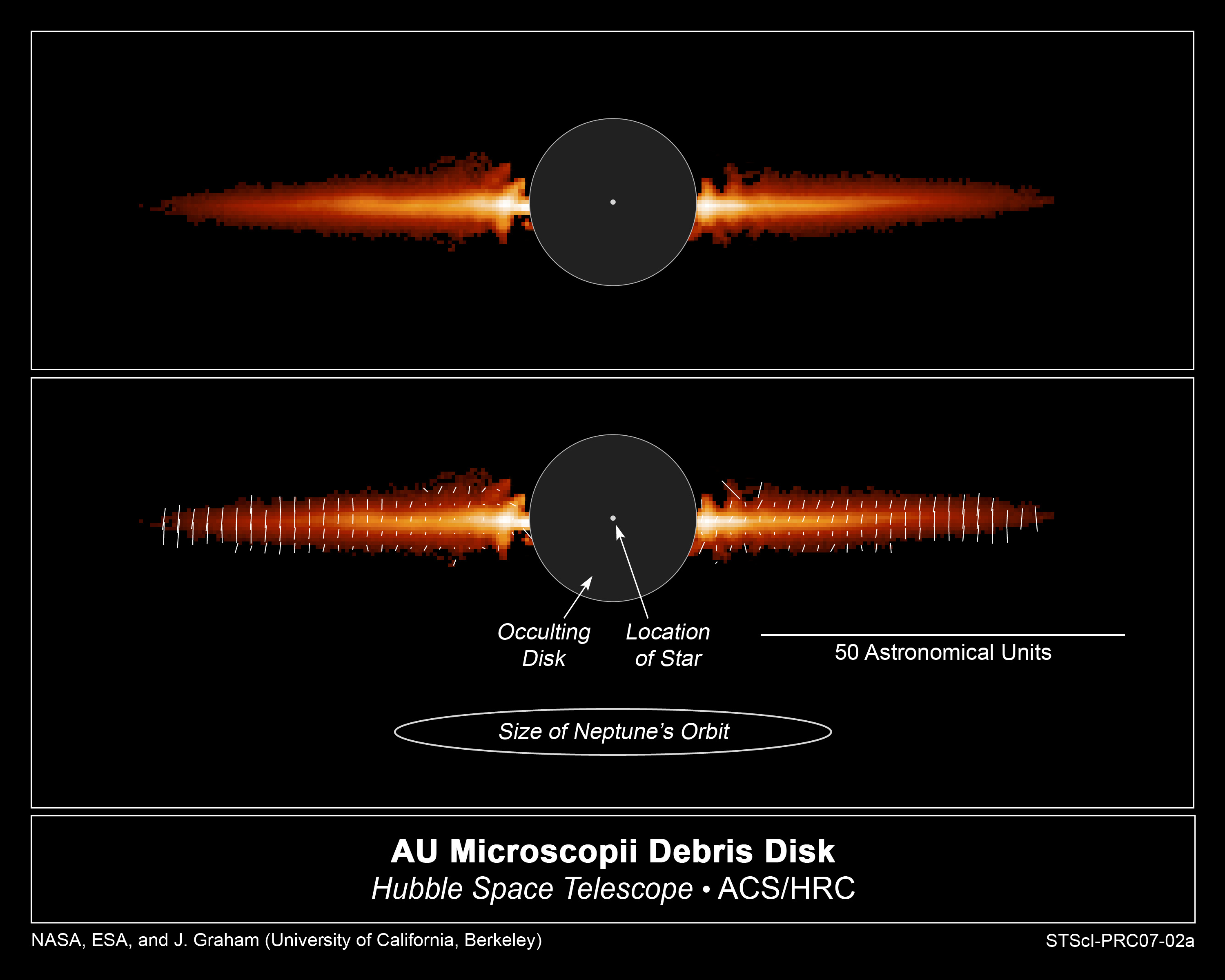
環繞著顯微鏡 AU的岩屑盤。影像來源：哈伯太空望遠鏡。

岩屑盤（Debris disk）是由塵埃和岩屑組成，環繞在恆星周圍成盤狀的星周盤，在年輕的和發展中的恆星都曾經發現過，而且至少也已經發現一顆中子星有岩屑盤環繞著。它們在行星系形成的過程，可以被視為是原行星盤的階段。它們也可能是星子在碰撞階段產生和剰餘下來的殘骸。
迄2001年，可能有岩屑盤的候選者已經超過900顆恆星。它們通常都是在紅外光觀察時特別明亮的恆星系，並且看起來發射出過量的輻射。這些過量的紅外線輻射都是由恆星發射出的能量被星周盤吸收，然後再以紅外線輻射出來的。
在聯星系統中，當主星在被掩蔽的情況下，有些岩屑盤的影像可以直接被觀測到。

## 觀測的歷史
在1984年，IRAS在織女星周圍發現了第一個岩屑盤。開始時，相信它是一個原行星盤，隨後在盤中找到的不規則性被認為是行星體已經出現了。但是因為盤中缺乏氣體，現在認為他只是一個岩屑盤。在北落師門和繪架座 β也都發現了相似的岩屑盤。
到了1998年，在鄰近的巨蟹座55發現了岩屑盤，這也是一個已知有行星系的恆星。環繞著波江座 ε的岩屑盤所受到的攝動顯示有行星環繞著這顆恆星，並且可以據此推測行星的質量和軌道。

## 起源
典型岩屑盤中的小顆粒大約是1–100 μm的大小。來自炙熱恆星的輻射，因為坡印亭-罗伯逊效应的作用，會使這些顆粒以螺旋的路徑內移，因此岩屑盤的生命期大約是一千萬年或更短些。所以，若要維持盤的存在，就需要有連續不斷的過程來補充，例如，盤中較大顆粒的互相碰撞就是一種可能性。碰撞可以使大的顆粒變小，繼續不斷的碰撞可以使顆粒變得更小。
為了讓碰撞能在岩屑盤中持續，必須有足夠大的物體在盤中產生重力擾動來產生足夠的碰撞速度。一個環繞著恆星的行星系，或是聯星的伴星或是另一顆恆星的接近，都可以可以產生如此的攝動。

## 已知的環帶
除了太陽之外，已經知道一些鄰近的恆星有岩屑或塵埃構成的環帶。表列如下：
| Star        | 光譜 分類 | 距離 (ly) | 軌道 (AU) |
| ----------- | --------- | --------- | --------- |
| 波江座 ε    | K2V       | 10.5      | 35–75     |
| 鯨魚座 τ    | G8V       | 11.9      | 35–50     |
| 織女        | A0V       | 25        | 86–200    |
| 顯微鏡 AU   | M1Ve      | 33        | 50–150    |
| HD 69830    | K0V       | 41        | <1        |
| 巨蟹座55 A  | G8V       | 41        | 27–50     |
| 大熊座 π1   | G1.5Vb    | 46.5      | ?         |
| HD 139664   | F5IV-V    | 57        | 60–109    |
| 烏鴉座 η    | F2V       | 59        | 100–150   |
| HD 53143    | K1V       | 60        | ?         |
| 繪架座 β    | A5V       | 63        | 25–550    |
| 天兔座 ζ    | A2Vann    | 70        | 2–8       |
| HD 92945    | K1V       | 72        | 45–175    |
| HD 107146   | G2V       | 88        | 130       |
| 北落師門    | A3V       | 133       | 25        |
| HD 98800    | unknown   | 150       | 1         |
| HD 12039    | G3-5V     | 137       | 5         |
| HD 15115    | F2V       | 150       | 315–550   |
| HR 4796 A   | A0V       | 220       | 200       |
| HD 141569   | B9.5e     | 320       | 400       |
| HD 113766 A | F4V       | 430       | 0.35–5.8  |

環帶的軌道距離只是一個估計的距離或範圍，可能是從影像上直接測量得到的，也可能是依據溫度推導出來的。地球到太陽的平均距離是1AU。

## 外部連結
- McCabe, Caer. . NASA JPL. 2007-05-30  [2007-07-17]. （原始内容存档于2016-06-12）.